# Robert Wiedersheim
Robert Wiedersheim ( 1848 - 1923) fue un anatomista alemán, famoso por la publicación de una lista de 86 "órganos vestigiales" en 1893. 
Ya durante sus años escolares Wiedersheim mostró interés por la Botánica y la Zoología. Sin embargo, no fue un buen estudiante y apenas superó el examen final. Su progreso académico inicial fue lento, hasta que en 1876 se convirtió en anatomista de la Universidad Albert Ludwig de  Freiburg, donde enseñó hasta 1918. Se convirtió en experto en anatomía comparada y publicó una serie de libros de texto. También recogió fotografías y documentos de los científicos de su época.
En 1893 publicó una lista de órganos vestigiales. Escribió: "Esos órganos tenían antes mayor importancia fisiológica que en la actualidad." 
Recogió el concepto de  Darwin que en «El origen del hombre» presenta varios casos: los músculos de la oreja, las muelas del juicio, el apéndice, el coxis (el hueso de cola), el vello corporal y la plica semilunaris en la esquina del ojo. Esta lista se ha utilizado como argumento en favor la evolución, ya que se consideran  restos evolutivos, de poca utilidad para el organismo actual. 
La lista, sin embargo, contiene algunas estructuras que hoy se sabe que son útiles y, por tanto, representa un registro histórico de la comprensión fisiológica de la época. Los creacionistas, por otra parte, han utilizado el descrédito de los ejemplos de la lista como argumento contra la evolución. Una de las razones es que no hay forma científica de probar la inutilidad de algo —si usted se encuentra con algo de lo cual no sabe su uso simplemente podría significar su propia ignorancia de su utilidad— aunque no cuesta demostrar que la función original ya no puede ser cumplida. Un ejemplo falaz de ello sería un "calzador para zapatos" -una simple pieza de metal que se ve como una cuchara, con la parte que debe cargar la comida de adentro hacia fuera. Sería inútil como una cuchara, si eso es lo que se supone que es. Algunos creacionistas han afirmado que es imposible identificar órganos inútiles.

## Obra

### Algunas publicaciones
- Die Anatomie des Frosches. F. Vieweg und Sohn, Braunschweig 1864–1882 doi:10.5962/bhl.title.5512

- Die feineren Strukturverhältnisse der Drüsen im Muskelmagen der Vögel (1872)

- Salamandrina perspicillata und Geotriton fuscus. Versuch einer vergleichenden Anatomie der Salamandrinen, mit Besonderer Berücksichtigung der Skelet-Verhaeltnisse. Génova 1875 doi:10.5962/bhl.title.64346

- Das Kopfskelet der Urodelen. ein Beitrag zur vergleichenden Anatomie des Wirbelthier-Schädels. W. Engelmann, Leipzig 1877 doi:10.5962/bhl.title.8411

- Die Anatomie der Gymnophionen G. Fischer, Jena (1879) doi:10.5962/bhl.title.11973

- Lehrbuch der vergleichenden Anatomie der Wirbelthiere. G. Fischer, Jena 1883 doi:10.5962/bhl.title.1011

- Die Anatomie des Frosches. 2. Auflage, F. Vieweg und Sohn, Braunschweig 1887 doi:10.5962/bhl.title.5515

- Grundriss der vergleichenden Anatomie der Wirbelthiere. 2ª ed. G. Fischer, Jena 1888 doi:10.5962/bhl.title.8286

- Manuel d'anatomie comparée des vertébrés (1890) con Gaston Moquin-Tandon (1845–1929)

- Das Gliedmassenskelet der Wirbelthiere, mit besonderer Berücksichtigung des Schulter- und Beckengürtels bei Fischen, Amphibien und Reptilien. G. Fischer, Jena 1892 doi:10.5962/bhl.title.53700

- Grundriss der vergleichenden Anatomie der Wirbelthiere. 3ª ed. G. Fischer, Jena 1893 doi:10.5962/bhl.title.14768

- Anatomie des Frosches. 3ª ed. F. Vieweg, Braunschweig 1896 doi:10.5962/bhl.title.5511 doi:10.5962/bhl.title.10095

- Vergleichende Anatomie der Wirbelthiere. 5ª ed. G. Fischer, Jena 1902 doi:10.5962/bhl.title.51383

- Der Bau des Menschen als Zeugnis für seine Vergangenheit. 3ª ed. H. Laupp, Tübingen 1902 doi:10.5962/bhl.title.62051

- Vergleichende Anatomie der Wirbeltiere. Für Studierende bearbeitet G. Fischer (1906)

- Einführung in die vergleichende Anatomie der Wirbeltiere. Fischer, Jena 1907 doi:10.5962/bhl.title.8625